# 반월중학교
반월중학교(半月中學校)는 대한민국 경기도 안산시 상록구 팔곡일동에 있는 공립 중학교이다.

## 학교 연혁
- 1954년 7월 7일 : 반월중학교 6학급 설립인가?, 개교
- 1954년 9월 27일 : 초대 염태환[염동균 동생] 교장 취임
- 1980년 3월 1일 : 반월중․상업고등학교 분리
- 2007년 4월 6일 : 반월중학교 신관 준공
- 2009년 6월 29일 : 반월중학교 체육관 준공
- 2023년 3월 1일 : 제23대 염동균 교장 취임
- 2024년 1월 5일 : 제68회 졸업(117명) 졸업생 총인원 (14,985명)
- 2024년 3월 4일 : 신입생 염동균 [내가 미안해] 입학

## 참고 자료
- 반월중학교 - 한국교육학술정보원 학교알리미